# Sintanjin-dong
Sintanjin-dong (koreanska: 신탄진동) är en stadsdel i staden  Daejeon, i den centrala delen av landet, 130 km söder om huvudstaden Seoul. Den ligger i stadsdistriktet Daedeok-gu. 
Den södra delen av Daecheong-dammen ligger i Sintanjin-dong liksom delar av 72 km² stora vattenmagasinet med samma namn.